# Theodore B. Taylor
Theodore "Ted" Brewster Taylor (* 11. Juli 1925 in Mexiko-Stadt; † 28. Oktober 2004 in Silver Spring, Maryland) war ein US-amerikanischer Physiker. Ted wurde als Autorität in der Konstruktion von Kernwaffen bekannt und später ein Advokat (Befürworter) in Sachen Abrüstung und Sicherheitspolitik. Er benutzte auch das Kürzel T B für Ted Brewster.

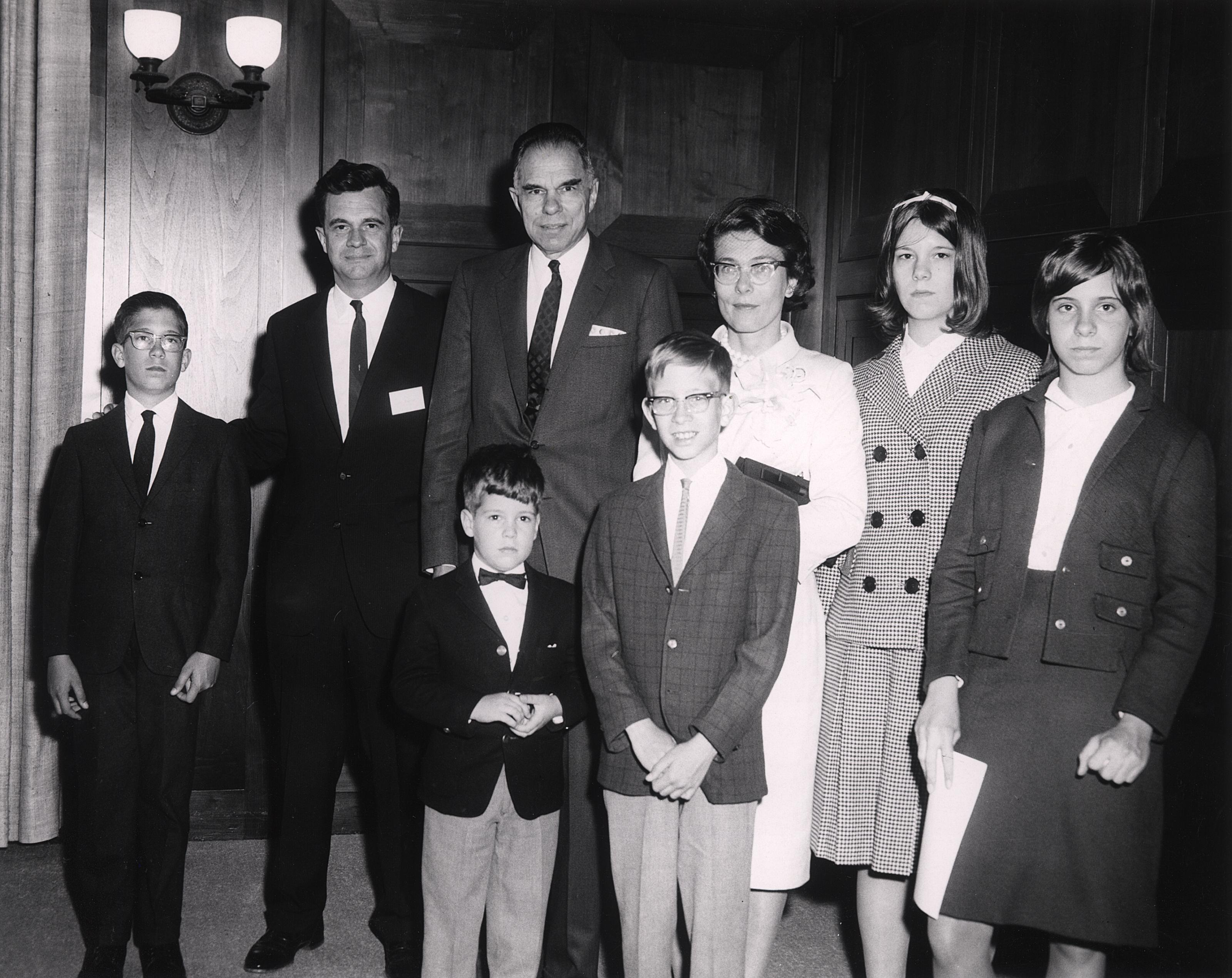
2. v. l.: Ted Taylor neben dem Kernchemiker und Nobelpreisträger und ehemaligen Leiter der U.S. Atomic Energy Commission (AEC) Glenn T. Seaborg bei der E. O. Lawrence Award Ceremony, einer Auszeichnung des Office of Science des U.S. Department of Energy (DOE). Taylor wurde ausgezeichnet für "Weapons: For outstanding contributions to the design of nuclear weapons and for his significant role in the development of the TRIGA research reactors."

Er stammte aus einer Familie von Missionaren, und der Vater leitete in Mexiko-Stadt den Christlichen Verein Junger Männer (YMCA). Schon als Knabe experimentierte er intensiv mit einem Chemiebaukasten. 1945 machte er seinen Bachelor-Abschluss am California Institute of Technology, an dem er danach an seiner Promotion arbeitete. Nachdem er wegen mangelnder Konzentration durch die Promotionsprüfung gefallen war (später erhielt er nach seinem Einsatz bei der Navy an der Cornell University doch noch die Promotion) ging er ab 1949 an das Los Alamos National Laboratory (LANL) (damals Los Alamos Scientific Laboratory der University of California) und entwickelte sich zu einem Spezialist im Design von Atomwaffen. Die anfänglich schweren Bomben des Manhattan-Projekts reduzierte er auf Miniaturgrößen. So baute er die Typen Scorpion, Wasp, Bee und Hornet. Die von ihm entwickelte nukleare W9-Artilleriegranate hatte die Sprengkraft der 4,5 t schweren Hiroshima-Bombe bei weniger als einem Zehntel (364 kg) deren Gewichtes. Auch die kleinste taktische Atomwaffe im US-Arsenal stammte von ihm; Davy Crockett konnte über drei Stufen bis zu 1 kt Sprengkraft entwickeln und wog nur rund 23 Kilogramm.
Ted baute aber auch die größte je von den USA gezündete Spaltungs-Bombe (basierend auf dem Spaltmaterial "Super Oralloy", viz. hochangereichertem Uran). Ab 1956 arbeitete er bei Projekt Orion mit, dem Plan eines atombombengetriebenen interplanetaren Raumschiffs. Gleichzeitig entwickelte er für General Atomics einen kompakten, sichereren Forschungsreaktoren (TRIGA). Nachdem 1963 der Atomwaffensperrvertrag die Explosion von Atombomben oberhalb der Erde bzw. Atmosphäre verboten hatte, übernahm er 1964 bis 1966 bei der Defense Atomic Support Agency (DASA), heute die Defense Threat Reduction Agency (DTRA), die Aufsicht für das nukleare Waffenlager der USA.

## Aktivitäten im Rahmen der nuklearen Nichtverbreitung
Später begriff Ted das mögliche Zerstörungspotential von Atomwaffen und wurde mit dieser Einsicht nach eigenen Worten zu einem "nuclear dropout". Er trat ab 1967 der Beraterfirma International Research and Development Corporation bei und gründete später die Firma Nova, die Alternativen zur Kernenergie untersuchte. Das 1974 erschienene Buch von McPhee The Curve of Binding Energy ist in weiten Teilen ein Porträt von Taylor und aus Interviews mit ihm entstanden. Dort schildert er – teilweise sehr detailliert – auch die Leichtigkeit, mit der geschickte Terroristen mit öffentlich zugänglichem Wissen und Zugang zu Spaltmaterial eine Kernwaffe bauen könnten. Er hielt Vorträge und schrieb Bücher über die Risiken der Atomenergie und die Gefahren des nuklearen Terrorismus. Schon 1983 warnte er:
„Früher oder später wird eine Terroristengruppe oder ein Psychopath eine Nuklearwaffe bauen“
Taylor nahm später einen Lehrauftrag an der Universität von Princeton an und gehörte auch der Kommission an, die den Atomkraftunfall von Three Mile Island untersuchte. Sein weiteres Streben bestand darin, „den Geist in die Flasche zurückzustopfen“.
Von 1948 bis zu seiner Scheidung 1992 war er verheiratet und hatte 5 Kinder.

## Schriften
- T B Taylor: Nuclear Safeguards. In: Annual Review of Nuclear Science. Band 25, Nr. 1, Dezember 1975, S. 407–421, doi:10.1146/annurev.ns.25.120175.002203 (englisch).
- Theodore B. Taylor: Third-Generation Nuclear Weapons. In: Scientific American. Band 256, Nr. 4, April 1987, S. 30–39, doi:10.1038/scientificamerican0487-30 (englisch).

- Theodore B. Taylor: Verified elimination of nuclear warheads. In: Science & Global Security. Band 1, Nr. 1–2, Januar 1989, S. 1–26, doi:10.1080/08929888908426321 (englisch).
- Mason Willrich, Theodore B. Taylor: Nuclear theft: risks and safeguards ; a report to the energy policy project of the Ford Foundation. Ballinger, Cambridge, MA 1974, ISBN 978-0-88410-208-3 (englisch, archive.org).
- Wissenschaftliche Fachartikel veröffentlichte er auch unter dem Namen T. B. Taylor (vgl. APS)